# Pentagone de Robbins

Un pentagone de Robbins d'aire égale à 13 104.

Un pentagone de Robbins d'aire égale à 7392.

En géométrie et en arithmétique, un pentagone de Robbins est un pentagone inscriptible dont les longueurs des côtés et l'aire sont tous des nombres rationnels.

## Historique
Les pentagones de Robbins ont été ainsi nommés par Buchholz & MacDougall en référence à David P. Robbins, qui avait précédemment donné une formule pour l'aire d'un pentagone inscriptible en fonction des longueurs de ses côtés,. Buchholz et MacDougall ont choisi ce nom par analogie avec la dénomination des triangles de Héron nommés en référence à Héron d'Alexandrie, découvreur de la formule de Héron pour l'aire d'un triangle en fonction des longueurs de ses côtés.

## Aire et périmètre
Un pentagone de Robbins peut être transformé par homothétie de sorte que ses côtés et son aire soient des nombres entiers. Plus difficile, Buchholz et MacDougall ont montré que si les longueurs des côtés sont toutes entières et que l'aire est rationnelle, alors l'aire est nécessairement aussi entière, et le périmètre est nécessairement un nombre pair.

## Diagonales
Buchholz et MacDougall ont également montré que pour tout pentagone de Robbins, soit les cinq diagonales internes sont des nombres rationnels, soit aucune d'entre elles ne l'est. Si les cinq diagonales sont rationnelles (cas appelé pentagone de Brahmagupta par Sastry), alors le rayon de son cercle circonscrit doit également être rationnel, et le pentagone peut être divisé en trois triangles de Héron en le découpant le long de deux diagonales non croisées, ou en cinq triangles de Héron en le découpant le long des cinq rayons joignant le centre du cercle aux sommets.
Buchholz et MacDougall ont effectué des recherches informatiques pour trouver des pentagones de Robbins ayant des diagonales irrationnelles, recherches restées vaines. Sur la base de ce résultat négatif, ils ont conjecturé que les pentagones de Robbins ont forcément des diagonales rationnelles.